# جوان سميث (كاتبة)
جوان سميث (بالإنجليزية: Joan Smith)‏ هي صحفية وكاتِبة بريطانية، ولدت في 27 أغسطس 1953 في لندن في المملكة المتحدة.

## وصلات خارجية
- الموقع الرسمي